# Saloğlu
Saloğlu är en ort i Azerbajdzjan.   Den ligger i distriktet Ağstafa Rayonu, i den västra delen av landet, 400 km väster om huvudstaden Baku. Saloğlu ligger 249 meter över havet och antalet invånare är 1 581.
Terrängen runt Saloğlu är platt åt sydväst, men åt nordost är den kuperad. Närmaste större samhälle är Çaylı, 17,0 km söder om Saloğlu.
Trakten runt Saloğlu består till största delen av jordbruksmark. Runt Saloğlu är det ganska tätbefolkat, med 72 invånare per kvadratkilometer.